# 辛丰村 (章丘市)
辛丰村,中华人民共和国山东省济南市章丘市水寨镇所辖的一个行政村。总人口1259，其中男性649人，女性610人；农业户口1248人，非农业人口11人；18岁以下人口301人，18-35岁人口351人，35-60岁人口473人，60岁以上人口134人（2006年）。耕地面积80公顷（2006年）。行政区划代码370181106223。